# Odderkule
Odderkule  (dansk) eller Otternkuhle (tysk) var en lille indbugning ved Sliens vestlige ende i det nordlige Tyskland, som dannede grænsen mellem den til Slesvig hørende Frederiksberg (≈Kratbjerg) og landsbyen Bustrup. Nord for Odderkulen lå halvøen Øre, syd for lå Mariebadet. Imellem de to arealer førte en lille træbro bugten over. Tidligere var kulen afløb for den vestpå liggende Bustrupdam. Under den dansk-tyske krig 1864 blev der umiddelbart nord for Odderkulen anlagt en dansk skanse (Skanse 1) for at forsvare Dannevirkstillingen . 
Efterleddet -kule stammer fra norrønt kúla i betydning af hævelse eller bule, fordybning. Forleddet Odder kan henvise til odde. 
I forbindelse med anlæggelsen af Slesvigs nye omfartsvej (Bundesstraße 76) i 1957/1961 blev Odderkulen opfyldt og forsvandt fra gadebilldet.